# سامورایی آشپز
سامورایی آشپز با عنوانِ کاملِ روایتی از آشپزی سامورایی (انگلیسی: A Tale of Samurai Cooking) یک فیلم درام رمانتیک ژاپنی به کارگردانی یوزو آساهارا است که در سال ۲۰۱۳ منتشر شد.